# استیون بلنی (بازیکن فوتبال)
استیون بلنی (انگلیسی: Steven Blaney؛ زادهٔ ۲۴ مارس ۱۹۷۷) بازیکن فوتبال اهل بریتانیا است.
از باشگاه‌هایی که در آن بازی کرده‌است می‌توان به باشگاه فوتبال ایست تاروک یونایتد، باشگاه فوتبال برنتفورد، باشگاه فوتبال هارلو تاون، باشگاه فوتبال ردبریج، باشگاه فوتبال براینتری تاون، باشگاه فوتبال اولی، باشگاه فوتبال هیبریج، باشگاه فوتبال وستهام یونایتد، باشگاه فوتبال بیلریکای، باشگاه فوتبال گرایس اتلتیک، و باشگاه فوتبال سنت آلبنز سیتی اشاره کرد.
وی همچنین در تیم‌های ملی فوتبال انگلستان و زیر ۲۱ سال ولز بازی کرده‌است.